# Hylaeus punctatus
Hylaeus punctatus là một loài Hymenoptera trong họ Colletidae. Loài này được Brullé mô tả khoa học năm 1832.